# Місцевості Харкова
Місцевості Харкова — історичні райони міста.

## Перелік
- Бражники
- Велика Данилівка
- Верещаківка
- Гиївка
- Гончарівка
- Горбані
- Григорівка
- Гути
- Дальня Журавлівка
- Диканівка
- Докучаєва
- Дудківка
- Жихор
- Журавлівка
- Заїки
- Заїківка
- Залютине
- Зелене
- Зірка
- Іванівка
- Карачівка
- Карпівка
- Качанівка
- Конторська
- Кулиничі (Укра́їнка)
- Левада
- Липовий Гай
- Лиса Гора
- Лідне
- Лопанська стрілка
- Хвилинка
- Москалівка
- Нагірний
- Нахалівка
- Немишля
- Нова Баварія
- Нові Будинки, Селекційна
- Новожанове
- Ново-Західний
- Новоселівка
- Обрій (рос. Горизонт)
- Одеська
- Олексіївка
- Основа
- Павлівка
- Павлове Поле
- Панасівка
- Перемога
- Петренки
- Пилипівка
- Плитковий завод
- Північна Салтівка
- Помірки
- Попівка
- П'ятихатки
- Південні П'ятихатки (або Східний-2; Роганський житловий масив)
- Рашкина Дача
- Роганський масив
- Рубанівка
- Сабурова Дача
- Салтівка
- Саржин Яр
- сел. Герцена
- сел. Докучаєва
- Селище Жуковського
- сел. Таборове
- Сокільники
- Сортувальня
- Соляники
- Старе Затишшя
- Східний
- Тюринка
- Федірці
- Флоринка
- Холодна Гора
- ХТЗ
- Центр
- Червоний Промінь
- Чугуївка
- Шатилівка
- Шевченки
- Шишківка

Окремо слід зазначити про місцевості, які мають назву по підприємствах, пам'ятках і інших об'єктах, біля яких такі розташовані, наприклад, аеропорт, Держпром, Хвилинка, цирк, «Молодість», «Солдат», кінний ринок, плитковий завод, лопанська стрілка тощо.
Також збереглися числові назви мікрорайонів на Салтівці, Рогані та Нових Будинках, які не використовуються вже як адреси, а залишаються, здебільше, лишень як назви зупинок транспорту, зокрема:
- Салтівка: 522, 519, 656, 601, 602, 603, 604, 614, 605, 603, 535А, 606, 607, 531, 533, 615, 616, 520, 524, 521, 624, 624А, 625,625А, 626;
- Нові Будинки: 28, 28А, 25, 22, 27, 27А, 24, 24А, 29;
- інші: 841,

а також інші назви мікрорайонів, назви яких не пов'язані з нині існуючими об'єктами, наприклад, «містечко будівників» (або Східна Салтівка), ужгородська (перехрестя Салтівського шосе та просп. Тракторобудівників), Лосєве.
Зокрема в місті є декілька студмістечок, найбільше на Павловому Полі.

## Невживані назви місцевостей
Назви місцевостей, які наразі не використовуються[джерело?]:
- Держпром'я
- Залопань
- Заметичі
- Захарків
- Петінка
- Поділ
- Промехарська

## Приміські поселення, що помилково вважаються міськими місцевостями
- Бабаї
- Безлюдівка
- Докучаєвське (містечко аграрного університету)
- Логачівка
- Мала Данилівка (містечко зооветеринарної академії)
- Мовчани
- Пісочин
- Покотилівка
- Хроли

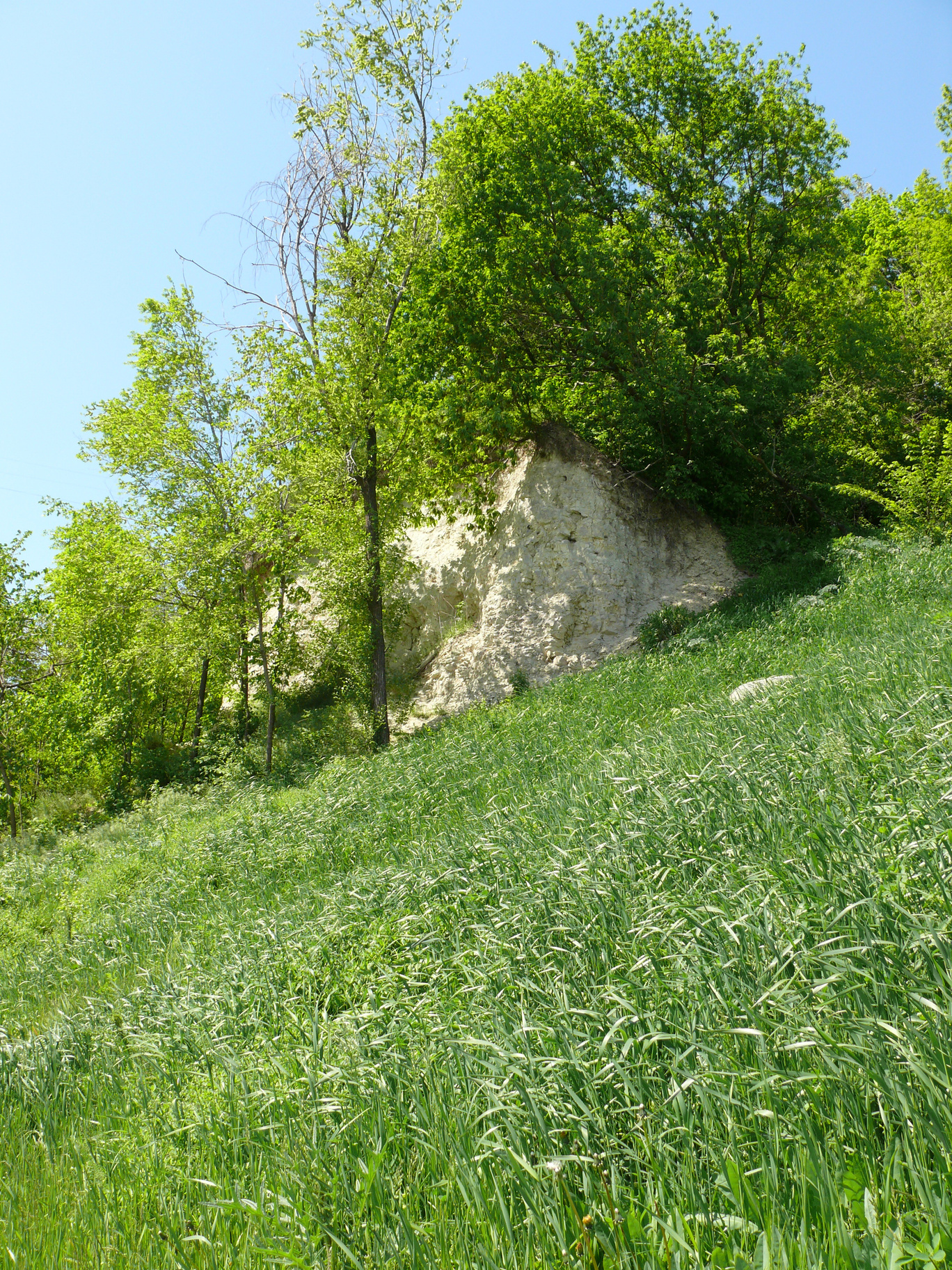
Журавлівські схили на західному березі річки Харків у районі перехрестя узвозу Героїв рятувальників та вулиці Шевченка
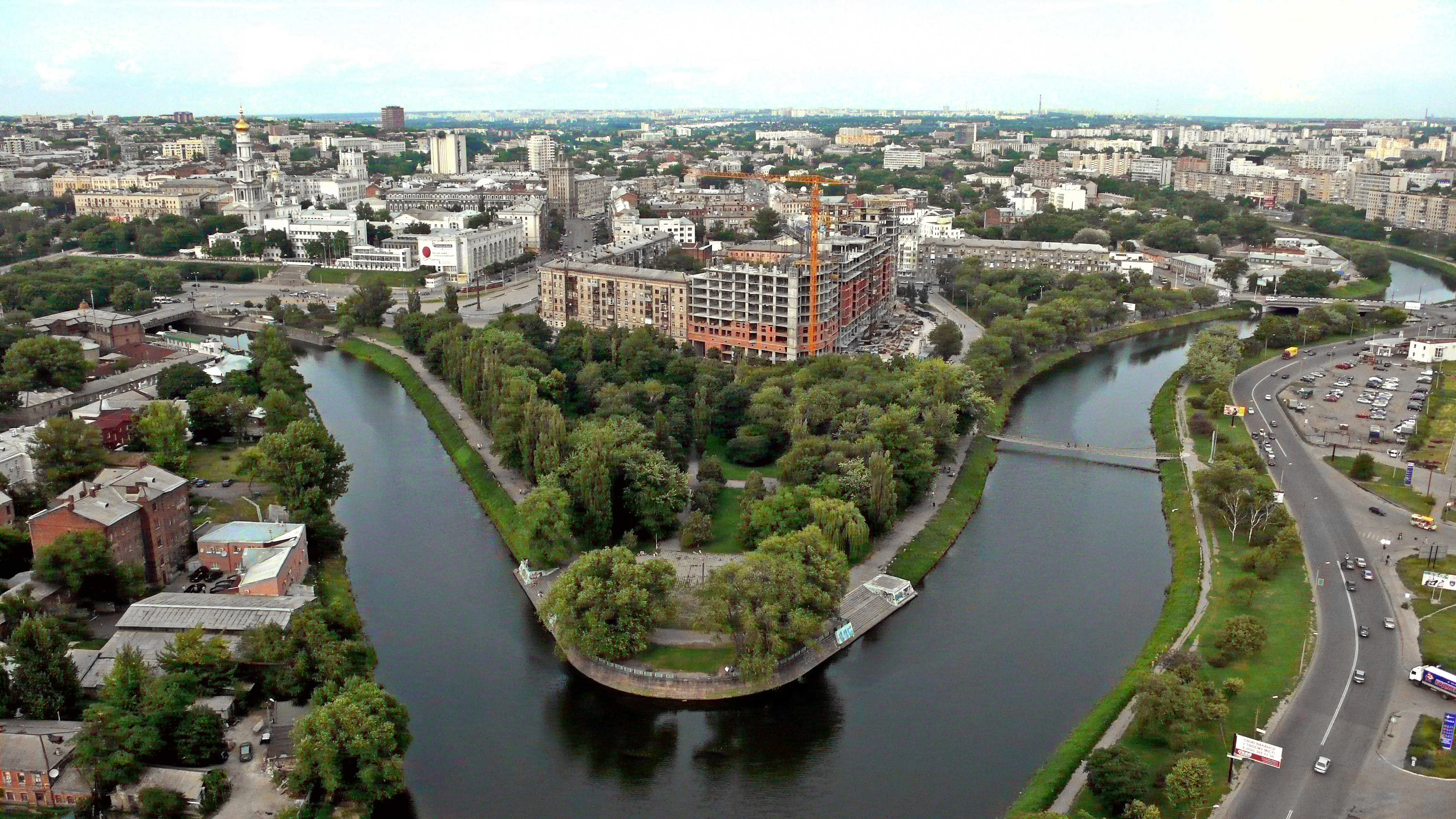
Старий центр міста (Лопанська стрілка), місце впадіння річки Харків у Лопань
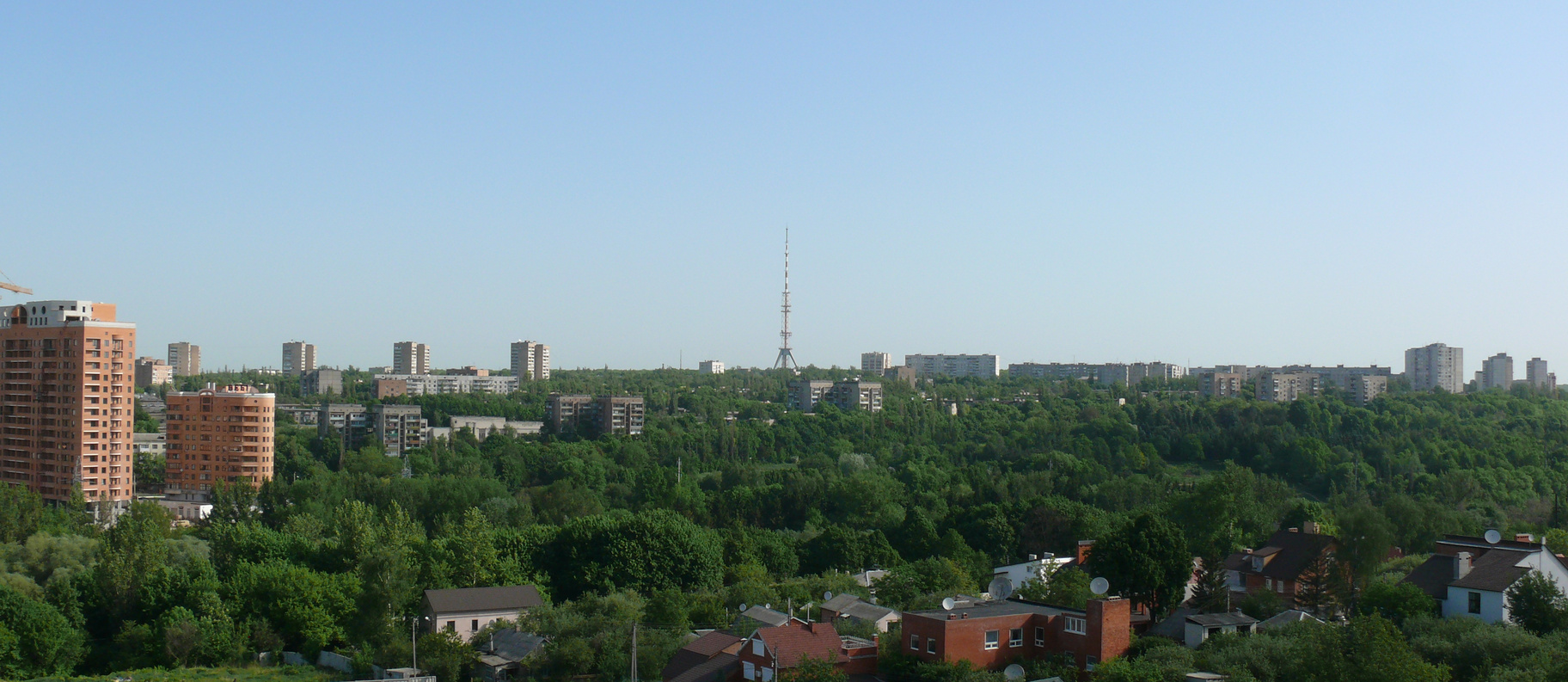
Вид через Саржин Яр на східну частину Павлова Поля